# 曽我ひとみ
曽我 ひとみ（そが ひとみ、1959年（昭和34年）5月17日 - ）は、1978年（昭和53年）8月に新潟県佐渡郡真野町（現、佐渡市）から母親の曽我ミヨシとともに北朝鮮（朝鮮民主主義人民共和国）に拉致された日本人女性。北朝鮮工作員による拉致被害者。1980年（昭和55年）8月にアメリカ人脱走兵のチャールズ・ジェンキンスと結婚し、2人の子をもうけた。2002年（平成14年）10月、24年ぶりに日本への帰国が叶い、2004年（平成16年）7月には夫と娘の日本行きが実現した。現在も佐渡島在住。

## 人物・略歴

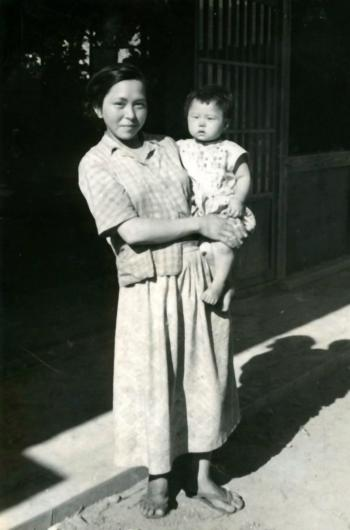
母の曽我ミヨシとひとみ（1960年代）

曽我ひとみは、1959年（昭和34年）5月17日、曽我茂・ミヨシの長女として新潟県佐渡郡真野町に生まれた。真野中学校ではバドミントン部に所属した。1975年（昭和50年）3月に中学を卒業し、4月には佐渡総合病院付属准看護学院（旧金井町）および新潟県立佐渡高等学校定時制課程沢根分校（旧佐和田町）に入学した。准看護学院の教員は、ひとみはひたむきに頑張っていたと語っている。病院勤務は1977年4月から始まり、夜間高校に通いながら准看護師として働いた。子ども相手の仕事は特に好きで、上手にあやしながら手当てを施していたという。1978年4月から、ひとみは外科外来に配属となった。親しい友人だけには外科は苦手だと語ったが、遅刻や無断欠勤は一度もなかったという。高校へは、仕事を終えると午後6時からの授業に間に合うように夕食もとらず、病院から約10キロメートルの距離をバスで通学した。授業の後はバスケットボール部の練習があり、病院の寄宿舎に戻ると、だいたい午後11時を過ぎていた。彼女はふだんは病院の寮で暮らし、週に一度、土曜日に真野町の実家に戻り、日曜日に寮に戻るという生活をしていた。定時制高校の卒業証書を授与される前に彼女は拉致されてしまった。

### 拉致
拉致事件が起こったのは、1978年（昭和53年）8月12日土曜日のことであった。その日、ひとみは午前の診察を終え、夕方に帰宅した。そして、仕事を終えて帰宅した母と少し話した後の午後7時頃、2人は400メートルくらい離れた雑貨屋まで買い物に出た。母のミヨシは前掛け姿のままで、台所には水に浸したままの赤飯用のもち米が置いてあった。中学1年生だった妹は、2人はすぐに戻ると思っていたという。ひとみはその時、母と2人きりで話したいという気持ちがあったので、自分も買い物に行くと言った妹と少し言い争いになった。
2人が盆に仏前の供えるものやアイスクリームなどの買い物をすませて店を出、家の方に戻ろうと歩いていると、後方で何人かの足音が聞こえた。振り向くと男が横に3人並んで後をついて来るのがわかった。2, 3分してもまだついてくるので、気味が悪くなって「急ごう」と2人で話して少し足早に歩くようにした。道路沿いの大きな木のある家のところまで来たとき、突然、後ろから男たちが襲いかかってきて母と娘を木の下に引きずり込んだ。家まで数十メートルないし100メートルというところだった。彼女は声を出せないよう口をふさがれ、袋に詰められ、1人の男に担ぎ上げられた。母がどうなったかはわからない。それ以来、ひとみは母のすがたを一度も見ていない。
休み明けの月曜日（1978年8月14日）午前8時すぎ、彼女の勤めていた病院の受付前では異変が起きていた。すでに患者が4, 5人列をつくって並んでいた。いつもなら、彼女がドアの鍵を開け、受付の準備を済ませている時間だった。病院脇の寄宿舎に電話を入れても応答がなかった。総婦長と病院事務長は9時すぎ、寄宿舎に駆け付け、机やタンスも探して手がかりになるものを探した。病院のロッカーも開けたが何の手がかりも見つからなかった。家でも父親、親戚のほか集落総出で100人以上が捜索に当たった。裏山、川べり、海岸、くまなく探し、佐渡汽船の乗船名簿も一枚一枚丹念に調べた。やはり、手がかりは得られなかった。佐渡ではひとみと母親は酒好きの父から逃げたという噂が広まった。父親自身も妹に、ひとみには准看護師の資格があるので母と二人で暮らしているのではないかと語った。自殺したのではないかという人もいた。妹は身の回りの世話をしてくれる親戚のもとで暮らすことになり、父はひとりで妻と長女を待った。父と妹は、大事な家族を奪われたほかに、長い間、いわれのない悪評と疑惑のなかにさらされたのである。学校では、全員卒業を目標にしていた同級生たちや担任教師が突然のひとみの失踪にショックを受けた。半年後、彼女の勤めていた病院に退職の申し出がなされた。

### 北朝鮮へ
拉致されたとき、曽我ひとみはまだ19歳であった。袋に入れられて担がれた曽我ひとみは、小さな、おそらく木製の舟に乗せられて川から海へ出て、沖に出てから少し大きな船に乗り換えさせられた。ひとみは船内でたどたどしい日本語を話す女性の声を聞いている。翌13日の午後5時頃、船から降りた。後で考えてみると、そこは北朝鮮の清津にちがいなかった。翌朝彼らは、朝食の後、ひとみを海岸まで連れていき、「アサリを探してもよい」と言った。
拉致実行犯は4人組で、そのうち1人はたどたどしい日本語を話す女工作員、通称「キム・ミョンスク」であった。身長約150センチメートルで朝鮮労働党対外情報調査部に所属していたとみられる。拉致実行の少し前から佐渡に潜伏していたという。3人の戦闘員と日本語のできる1人の工作員4人のチームという編成は、蓮池薫、地村保志ら「アベック失踪事件」と称された拉致事件のケースと共通している。キム・ミョンスクが日本語を話した相手としては、北朝鮮戦闘工作員は考えられないので、曽我ミヨシだったのではないかと考えられる。そしてまた、4人は曽我ひとみを連れてそのまま4人で北朝鮮まで行っているところから、北朝鮮当局が主張する「現地請負業者」なるものは実在しないものと考えられる。
清津の招待所に少しいた後、夜行汽車に乗って翌朝平壌に着いた。平壌に着いたのは8月15日のことであった。平壌の招待所には1週間ほどいて、別の招待所に移動したが、そこには横田めぐみがいた。横田とはすぐに仲良くなった。彼女は曽我ひとみといるときはいつもにこにこしていて、かわいらしいえくぼを見せていた。そこで横田とは5か月ほど同居し、その後、別の招待所でも一緒に生活した。結局、横田とは1978年から1980年にかけて1年半近く同居し、昼は朝鮮名で呼び合い、夜は日本語で小さな声で話す生活を送った。2人とも日本が恋しく、とにかく日本に帰りたかった。母への思いは共通していた。曽我ひとみの朝鮮名はミン・ヘギョン、横田めぐみの朝鮮名はリュ・ミョンスクであった。彼女は横田めぐみから朝鮮語の初歩を習った。2人は一緒に朝鮮語を勉強し、また、バドミントンや卓球をすることもあったという。
報道によれば、彼女の北朝鮮入国後の約4か月間、拉致実行犯の1人キム・ミョンスクは彼女の監視役であり、身の回りの世話もしていた。また、拉致されてきて最初のころ、曽我ひとみと横田めぐみの北朝鮮での教育係は、原敕晁拉致実行犯の辛光洙であった。彼女たちは、互いの存在がすべてであったので強い友情で結ばれた。横田は、曽我ひとみが結婚すると決まったとき、餞別として新潟から拉致されたときに持ってきたバドミントン用のバッグを彼女にあげた。

### 結婚
1980年6月30日、21歳の曽我ひとみは1965年に在韓米軍から脱走したアメリカ軍人チャールズ・ジェンキンスの家に連れて行かれた。彼は当時40歳で、彼の家は平壌の勝湖区域立石里にあった。ジェンキンスは彼女に英語を教えるよう命じられていたが、当局が2人を結婚させたがっていることは明白であった。ひとみは朝鮮語が上手で、少なくとも自分（ジェンキンス）よりもでき、4人の米兵のなかでは最も朝鮮語に通じていたジェームズ・ドレスノクよりも達者であるように思われた。ジェンキンスは一目でひとみを好きになったが、ひとみの方は1週間部屋からほとんど出て来ない状態であった。他の米兵たち3人はすでに結婚していた。ジェンキンスはひとみに対し、きわめて紳士的に接し、彼女の居心地がよくなるよう気を配った。やがてジェンキンスは何度か彼女にプロポーズをしたが、そのたびに彼女は断った。ジェンキンスはひとみに次のように言った。
彼の熱意と誠実さにより、彼女はようやく結婚に同意した。2人は出会ってから40日後の8月8日に結婚式を挙げた。指導員やかつての料理人、政治委員と補佐官、運転手などによって祝宴がもうけられた。ジェンキンスがコーヒーを淹れに行っている間に、酔った補佐官がひとみの寝ているベッドに腰かけ、ひとみの足に手をかけて服をまくりあげようとしたのでジェンキンスが懐中電灯を持って飛びかかり、怒号が飛びかうなか祝宴はお開きになった。しばらくしてひとみは平壌商店で日本酒を買ってきた。2人は何か月もかけてそれを飲んだ。望郷の念はたがいに理解できるところから、就寝時、ジェンキンスは日本語で「おやすみ」と、ひとみは英語で"Good night"と互いに声をかけあうのが習慣となった。結婚式から数か月してひとみが妊娠した。そのころには、2人はいっそうお互いを愛し合うようになり、信じあい、頼りにしあうようになっていた。2人は喜び、幸福感を味わった。しかし、1981年5月10日、「正飛（まさひ）」と名付けられた2人の長男は、早産のため、その日のうちに亡くなってしまった。ジェンキンスは子どもの死を彼女に伝えるのがかわいそうで、ひとみの誕生日の前日の5月16日にようやく伝えた。生まれたのが日本であれば、助かった生命であろうと彼女は自らの境遇が恨めしかった。

### 家庭生活
1981年、「組織」は4人のアメリカ人とその家族を立石里のジェンキンスの家の横に新しくアパートを建てて、そこでまとめて住まわせることを決定した。ジェンキンス・ひとみの夫妻は1983年6月1日に長女のロベルタ・ミカ・ジェンキンス、1985年7月23日に次女のブリンダ・キャロル・ジェンキンスの二女をもうけた。アパートが完成したのは遅れに遅れて1984年のことであった。引っ越す前にマカオから拉致されてきたタイ人アノーチャ・パンジョイの夫ラリー・アブシャーは死去してしまった。アパートには、未亡人となったアノーチャとジェンキンス・ひとみ一家が2階、ジェームズ・ドレスノクとルーマニア人ドイナ・ブンベアの一家、ジェリー・パリッシュとレバノン人シハーム・シュライテフの一家が3階に住み、1階は空き家とした。ドレスノク夫妻には2人、パリッシュ夫妻には3人の子がおり、アノーチャは3世帯の家族たちにとっておばさんのような存在だった。アパートは巨大な幼稚園の様相を呈し、子どもたち同士は大の仲良しであったが、親同士はそうとばかりは言えない状態だった。アノーチャのところの一室が子どもたちが4歳から6歳までの2年間、読み書きや数について学ぶ場となった。それが終わると家に隣接した農場の小学校に通ったが、学校ではプロパガンダ以上のものはほとんど教えていないようだった。
1990年代後半の「苦難の行軍」と呼ばれた時期、北朝鮮では数百万人規模の餓死者が生じ、その被害は20世紀最大といわれ、多くの人が拷問のような苦しみを味わった。それに加えて、「教化所」「管理所」と名づけられた強制収容所ではろくに食糧も与えられないなかでの苛酷な労働に、今なお数十万人あるいはそれ以上の人びとが苦しめられている。そうしたなかにあって、アメリカ人家庭は北朝鮮のなかでは特別待遇をあたえられ、はるかにめぐまれた生活を送っていたことは事実である。しかし、特権的な暮らしとはいっても、世界の大部分の国の人びとと比較すれば、話にならないほどひどい生活であった。「私たちは常に寒さと空腹と貧困と不衛生と闘っていた—来る日も来る日も、そして来る年来る年も」とジェンキンスは振り返っている。ひとみ自身もまた、いつ停電するか分からないことにはたいへん難渋したと述べている。上等なものではないにせよ中古の家電製品をそろえていたので、電気が止まれば生活に支障をきたした。水道も電気で汲み上げていたので停電すると水が使えず、雨水をためて、洗濯や食器の洗いものに利用したことがあった。水は不衛生なので、一滴のこらず必ず煮沸してからでないと、飲料用や台所用には使えなかった。

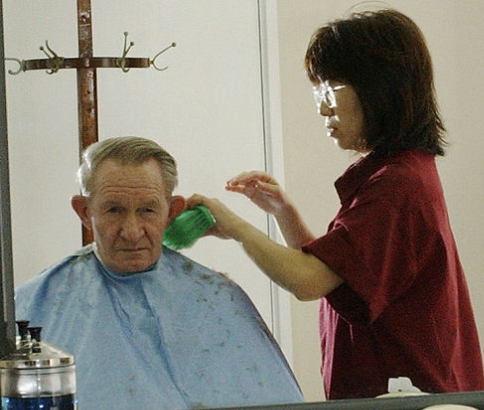
夫のチャールズ・ジェンキンス（2004年、キャンプ座間にて）

冬の暖房のために支給された石炭は指導員たちによってしばしば盗まれた。温水を流すパイプがゆがんでいるうえに元々の作りがわるいので、温水が流れない箇所があったり、空気が入り込んで流れなくなることがあるので、つきっきりで火をかき立てでもしなければボイラーを管理するのは難しかった。ジェンキンスは寒い娘たちの部屋に自家製の床暖房をつくってやったが、1997年以降は夏でも断続的に停電し、冬は常に停電していた。食用油や醤油の類は冬になると決まって凍結した。マイナス30度にもなる真冬は、家ではなるべく歩き回るようにした。停電して真っ暗ななか、身体を決して冷やさぬよう、4枚も5枚も着られるだけの服を着て、足には何枚もの靴下をはいて、家族で1つの布団にもぐり込み、固まって寝るようにした。水洗式便所に溜まっていた水が凍り、それが膨張して便器が破裂したこともあった。
毎月決まった日に米と生活費の支給があったが、生活費は最低限の保証しかなかった。4人家族としては苦しい金額で、最初に必要経費を振り分け、どうしても欲しいものがあるときは何カ月も節約できるものを削って貯金しなければならないギリギリのものであった。食品は、日本製のものは高すぎて手が出せず、たいていは中国製のもので間に合わせた。生活費が不足しそうになると、禁止されていた闇市（チャンマダン）に行って買い物をすることもあったが、「何でもあり」なので不良品・まがい物をつかまされることも少なくなかった。鶏卵などは、割るとひよこになる寸前のもの、腐っているものが混じっていることがあった。配給米も小石を混ぜてかさ上げしたもの、虫がたくさん混入したものが配られることが日常茶飯事であった。のちに、娘たちは初めて日本の米を見て「お米って白いんだね」と驚いたという。
1995年、幹部たちが何人かでやって来て、「金正日同志の偉大なるお心遣いによって、あなたがたの子どもたち全員が平壌外国語大学（の高校の部）へ入学できることになった」と告げた。しかし、それは工作員を養成するための下準備であるとも考えられ、ジェンキンスなどは実のところ猛反対であった。米国脱走兵たちが北朝鮮に抑留されていることを知る者は少なく、結婚していることを知る者、子どもがいることを知る者はさらに少ないうえに、西洋人的な風貌をもつ子どもたちは誰も北朝鮮工作員だと怪しまない。だからこそ、工作員にはうってつけなのである。金賢姫も外国語大学の学生だったところを召喚されて工作員にさせられた。ジェンキンスはたいへん心配したが、結局、学校の寮に空きがなく、アパートからの通学となり、それには川下りをともなって冬季はきわめて危険だというのですぐに退学させるほかなくなり、彼の心配の種はなくなった。

### 帰国
2002年9月17日、小泉純一郎首相が訪朝し、1日だけの日朝首脳会談を開き、それまで「事実無根」としてきた日本人拉致被害者の存在を北朝鮮政府が公式に認めた。曽我ひとみの生存も明らかにされ、妹はそのとき初めて姉と母が北朝鮮に拉致されたことを知った。ただし、母のミヨシについて、北朝鮮当局は「承知していない。特殊機関工作員が『現地請負業者』から引き渡しを受けたのは曽我ひとみ1人だけ」と発表した。ジェンキンスは、日本政府が北朝鮮政府に提出したという、拉致被害者とみられる失踪者名簿のなかにひとみの名がなかったことに落ち込んだという。しかし、ジェンキンスは密かにラジオをずっと聴いていて北朝鮮当局がひとみの拉致を認めたことを知り、「日本政府が会いに来るんだよ。やっと願いがかなうんだ。会いにいくべきだ」と彼女に声をかけた。
帰国の10日前、蓮池夫婦や地村夫婦と初めて会ったが、ひとみは帰国メンバーには絶対横田めぐみがいるはずだと内心思っていた。10月8日、警察庁は欧州で失踪した松木薫・石岡亨の両名とともに曽我ミヨシ・ひとみの母子を正式に拉致被害者に認定した。そして10月15日、曽我ひとみは日本への帰国を果たした。このとき、ジェンキンスもひとみ自身もすぐ北朝鮮に戻るような心持ちの方が強かった。平壌国際空港への見送りには、ジェンキンス、美花、ブリンダのほか、横田めぐみの娘キム・ヘギョンのすがたもあった。彼女は一目見るなり横田の娘であることを確信し、すぐに抱きしめて泣いたという。しかし、「母は死んだ」というキム・ヘギョンの言葉には衝撃を受けた。
2時間して羽田空港に降り立った。24年ぶりの祖国であった。出迎えには妹が来て、ただただ抱き合って泣いた。彼女は久しぶりに会った姉があまりに母親そっくりで驚いたという。10月17日、ひとみは故郷佐渡に帰った。真野町では全戸が「お帰りなさい。曽我ひとみさん」の札を掲げて彼女を出迎えた。彼女は「今、私は夢を見ているようです。人々の心、山、川、谷、みんな温かく美しく見えます」と会見で語った。事故のケガで足の不自由な父は、玄関前で娘を抱きしめた。「ご苦労だったな、父ちゃん待っとった」と声をかけ、大声で泣いた。翌10月18日、定時制高校でたった1人の卒業式が開かれ、恩師や同級生に見守られて卒業証書を受け取った。11月7日、ミヨシ・ひとみの母子は真野町の戸籍を回復した。しかし、母の消息は依然としてわからず、北朝鮮にいる夫や子どもたちと会うことのできない苦しみが続いた。日本に来るまで母が日本で暮らしていると思っていたのに、24年前に自分とともに失踪したままになっていることに愕然とし、母の着物や日用品をながめては毎日泣いていたという。
11月6日、真野町の実家を安倍晋三内閣官房副長官と中山恭子内閣官房参与が訪れ、拉致被害者5人を北朝鮮には戻さず、家族を日本に帰国させたい政府方針を伝えた。安倍副長官は、政府が残された家族の帰国を要求するので待ってほしいと語り、中山参与は時間がかかると思うと付け加えた。ひとみは「日本で一生懸命、待ちます」と答えたものの複雑な心境であった。県や町の職員からも佐渡に留まるよう何度も説得され、一人で決断するにはあまりにも気の重い事柄であったが、結局、ひとみは一人で家族を待つことを決断した。11月15日発売の『週刊金曜日』には平壌で彼女の夫や娘たちをインタビューし、「早くお母さんに家に帰ってきてほしい」「日本政府は約束を破った」などの発言を掲載した。ひとみはこれについて「（『週刊金曜日』には）怒っていると伝えてほしい」「北朝鮮と日本の真ん中で引き裂かれそう」と周囲につらい思いを吐露したが、一方では、もし家族と会うことさえでき、日本に留まったいきさつを話せば、きっと分かってもらえるはずだという確信めいたものもあった。肚を決めたひとみは11月23日、日本にとどまる意思を政府に伝えた。翌24日、福田康夫内閣官房長官は記者会見を開き、現在帰国している5人を北朝鮮には返さず、「国家の責任」で、家族を日本に帰国させることなどを求めることを発表した。
北朝鮮には戻らないことを決めた5人の拉致被害者は2003年4月14日、記者会見を開いてその意思を表明した。いずれも子どもたちを北朝鮮に残しての決断であった。彼らは、北朝鮮に戻ることは誰の利益にもならないと考えており、北朝鮮に抑留されている家族は無事に日本側に引き渡されるよう、日本政府が交渉をまとめてくれると信じていると語った。しかし、ジェンキンスの指導員が彼に伝えたのは、5人は北朝鮮への帰国を認めない日本政府を記者会見の場で非難したという虚偽の内容であり、ジェンキンスはそれを信じて日本政府をたいそう恨み、また、絶望して死さえ望んだという。
ジェンキンスと2人の娘はその後、小泉首相と会談し、小泉が「そもそもひとみさんを拉致したような国に、お返しするわけには行きません」「彼女は北朝鮮に戻りたくはないのです。あなた方に日本に来てもらいたがっているのです」と説得した。小泉は、金正日総書記は行ってもよいと言っているとも語ったが、その場では決めきれないジェンキンスに対し、日本の外交官が「まずは第三国で家族会議を開いてはどうか」と提案し、ジェンキンスもそれに同意した。候補地としては、中国は曽我ひとみが嫌がり、シンガポールはアメリカとの間に逃亡兵の引き渡し条約も結んでいるのでジェンキンスが難色を示してインドネシアではどうかという話にまとまった。ただ、その時点でもジェンキンスはひとみは本当は北朝鮮に戻りたがっているのではないかと思っていた。
2004年、日本政府がアメリカ政府との交渉によって穏当な判決を軍法会議で行う確約を取りつけたことから、同年7月9日、ジェンキンスは治療という名目で娘2人とインドネシアへ出国した。ジャカルタ国際空港で家族を待っていた曽我ひとみはジェンキンスに抱きついていた。ジャカルタでの家族会議では、彼女は自分ばかりではなくジェンキンスとジェンキンスの母親、そして、家族のためでもあると彼を説得した。ジェンキンスは葛藤しながらも日本行きに同意し、娘たちも最終的には同意して、7月18日、日本に入国した。

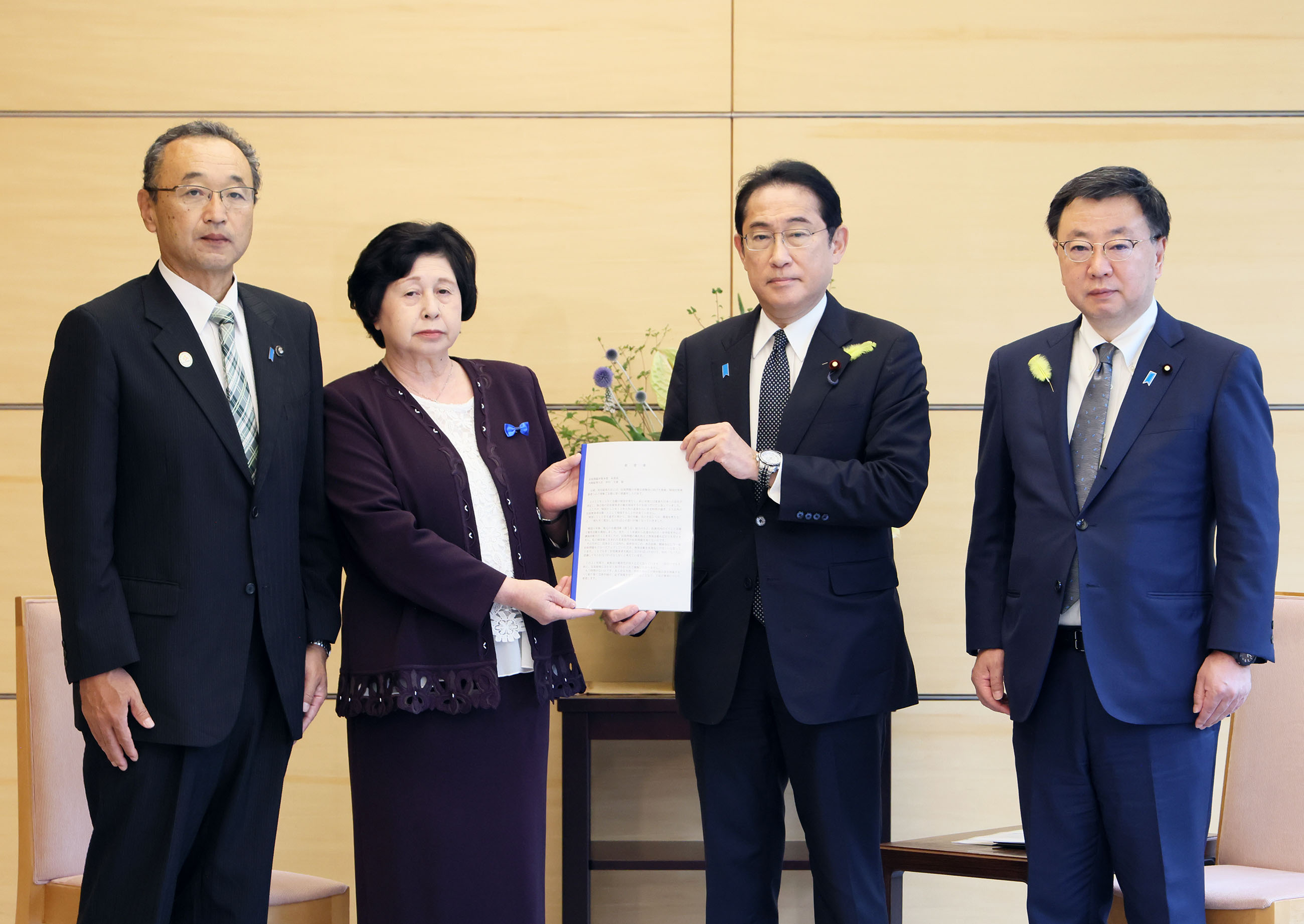
2023年7月、佐渡市長の渡辺竜五（左端）とともに総理大臣の岸田文雄（右から二番目）に面会した。役職は撮影時のもの。

彼女自身、拉致被害者であるが、いま彼女は「家族会」とともに、母である拉致被害者曽我ミヨシの救出活動に力を注いでいる。

### 帰国後の生活
2003年、真野町が嘱託職員として採用。2007年、准看護師の資格を生かし佐渡市（真野町は2004年3月1日付けで佐渡市へ統合合併）の正規職員になった。市の老人福祉施設で介護業務に従事していた。2020年3月31日、定年退職。その後も再任用され同じ福祉施設で勤務。
2024年4月、佐渡市役所総務部総務課拉致被害者対策係へ異動。拉致問題の専従となる。

## 演じた女優
- 堀越のり:「再会〜横田めぐみさんの願い〜」（日本テレビ、2006年）